# 悪魔城ドラキュラ
『悪魔城ドラキュラ』（あくまじょうドラキュラ、英題: Castlevania）は、コナミ（現・コナミデジタルエンタテインメント）から1986年9月26日に発売されたファミリーコンピュータ ディスクシステム用ソフトのアクションゲーム。コナミのディスクシステム参入第1弾のソフトとして発売された。
1993年2月5日にはファミコン本体用のカセット版が発売された。2004年にはゲームボーイアドバンス向けに移植された。その後はインターネットのポータルサイトのi-revoや、Wii、ニンテンドー3DS、Wii Uのバーチャルコンソールで、ダウンロード配信もされた。

## 概要
ドラキュラ伝説が残る中世ヨーロッパの小国トランシルヴァニア地方が舞台である。主人公は英雄クリストファーの血を引く、ヴァンパイアハンターのシモン・ベルモンドで、吸血鬼ドラキュラを討伐するため、フランケンシュタインやミイラ男や狼男など数々の怪物が巣食う城に乗り込んで、様々な仕掛けをかいくぐりながら進んでいく横スクロール型のアクションゲーム。当時のファミコン用ゲームとしては、ゴシックホラーを原調にしたリアルタッチなキャラクターや背景などのグラフィックアートと、ハイセンスな音楽、硬派なゲーム性が組み合わさって独特の世界観を生み出した。本作のコナミ広告チラシには「スーパーリアルタッチのアクションゲーム」と銘打たれていた。
開発スタッフは数多くのホラー映画を見て作品づくりの参考にしたという。タイトル画面では映画のフィルム上に悪魔城ドラキュラと書いてあり、エンディングのスタッフロール表記では古典的怪奇ホラー映画へのオマージュのような名前になっているなど、映画的な演出も見られる。開発ヘッド（現在でいうディレクターやプロデューサー）は赤松仁司、メインプログラマーは岡出光弘、音楽作曲は山下絹代と寺島里恵で、その曲調はドラキュラサウンドとも形容され、後のシリーズ作品でもアレンジされ続けている。本作は当初ファミコン本体カセット用に開発されていたが、途中でディスクシステム用になり、楽曲にはディスクシステム専用音源は使われていない。
当時ゲーム売り場などの店頭に設置されていたディスクシステム用ディスクカードのゲームソフト書き換え機であるディスクライターでは、1986年12月10日から書き換え可能になった。書き換え料金は500円。製品版にはディスクカードを書き換えたときのためのディスクカード用タイトルシールの予備が付属されていた。
なお、サブタイトル等が付いていない同名作品として他にMSX2版、アーケード版、スーパーファミコン版、X68000版の悪魔城ドラキュラがあるが、これらは移植ではなくそれぞれが独自のゲーム内容で新たに作られていて、作品としてはどれも1つ1つ異なりファミコンディスクシステム版とは別物である。また後述の携帯電話アプリ版は、ファミコンディスクシステム版のリメイク移植である。他に、北米でパソコン向けにファミコンディスクシステム版をベースにアレンジ移植されたIBM PC（MS-DOS）版、コモドール64版、Amiga版や、アーケード用にファミコンディスクシステム版を難易度を若干上げて移植された任天堂VS.システム版もそれぞれ存在する。「悪魔城ドラキュラ」が単独の作品名称として用いられる場合、シリーズ第1作であり最もポピュラーなファミコンディスクシステム版のことを指していることが多い。

## ゲーム内容

### システム
2D横視点スクロールのステージクリア型ジャンプアクション型のゲームで、全6ブロックであり、各ブロックは3つのステージで構成され全18ステージとなっている。ステージとステージの境目には扉があることが多く、潜ることで次のステージへ進む。各ブロックの最後にはボスがおり、倒して赤い玉（「魔力の玉」）を取るとブロッククリア。最終ステージの城の最上階のドラキュラを倒し魔力の玉を全て取ればゲームクリア。画面上のステータスではシモンのライフのみならずボスのライフも並んで表示されており、ボス戦での対決で活用される。ステージ間には全体マップおよび次のステージルートとボスの影が表示される演出で、一部のボスは登場時の演出も凝っている。
シモンの攻撃は基本武器のムチとアイテムとして手に入れるサブウェポンで行う。ムチはタイミングを合わせて攻撃する必要があるものの当たり判定が長く、複数の敵を一度に倒すこともできる。アイテムの「クサリ」で最大2段階までムチを強化できる。サブウェポンは5種類あるが、1つしか持てず、別のサブウェポンを取ると取得中のサブウェポンは入れ替わって無くなり、連射アイテムも取り直しになる。サブウェポンを使用するとアイテムの「ハート」を消費する。ハートの初期値は5個（カセット版のEASYモードでは30個）。敵が発する火弾などの飛び道具もシモンの攻撃で破壊できるか、あるいはかがり火やロウソクを破壊するとハートなどの各種アイテムが出現する。特定の壁やブロック中に隠されていることもあり、敵を倒したときにアイテムが出ることもある。アイテムは基本的に取ったその場で効力を発揮する。背景のブロック壁の中に埋まっていたり、特定のポイントに移動することで出現する隠しアイテム的な存在もある。
ジャンプは決まった幅で跳ぶ。ジャンプ中に軌道修正はできない。マップの中には階段があり昇降できる。ダメージを受けたときシモンは跳ね飛ばされ、この際一切の操作を受け付けない（階段昇降中は跳ね飛ばされない）。跳ね飛ばされて転落死する場合もあり、ゲーム難易度を高めている要因の1つともいえる（EASYモードでは、ダメージを受けても跳ね飛ばされなくなっている）。一方で、跳ね飛ばされることによってショートカットできる場所もあり、熟練者による短時間クリアなどでは時おり活用されるなど、「難しいが上達しがいのある」ゲームデザインになっている。
シモンのライフは16メモリで表示され、敵や敵の攻撃やトラップに触れるとシモンのライフが減っていき（ブロックによって減り方は異なり先へ行くほど多く減る）、0になるとミスとなり、シモンの残機を1失う（初期プレイヤー数は3）。穴などに落下したり一部のトラップに触れたりするとライフの残量に関わらずミスとなる。なお、各ブロックにはクリアまでの時間制限があり、残り時間が0になったときもミスとなる。ミスするとムチの強化状態や所持アイテムが初期化され（EASYモードでは初期化はなし）、そのステージの最初から再スタートとなる。シモンの残機数が0になるとゲームオーバー。このときにコンティニューするとそのブロックの最初から再スタートとなる。ただしブロック6の最終（ラスボスのドラキュラが登場する）ステージのみ例外でこの最終ステージから再スタートできる。ゲームオーバー時にはセーブすることも可能。セーブデータの保存領域は3つ用意されており、ロードした時は、前回保存したブロックの最初から始められる。最初のゲーム開始時に名前を登録してスタートする。またスコアが設定されており、敵を倒したりアイテムを取ったりすると増加することもある。スコアが一定数値に達するとシモンの残機数が1増え、ブロッククリア時には残り時間とハート数に応じてスコアが加算され、ハートの数は0になり、次のブロックはまた5個の状態でスタートする。また、シモンのサブウェポンやムチの強化状態は次のブロックへも持ち越される。

## ストーリー・設定

### ストーリー
外部リンクの「公式ストーリー紹介」参照。

### キャラクター
シモン・ベルモンド
主人公。父譲りの不思議な力を秘めたムチを武器とする。かつてドラキュラと戦って勝った英雄クリストファーの血を受け継ぐ青年で、ムチ使いの名人。基本武器は2段階までパワーアップするムチで、サブウェポンとして取得する短剣、オノ、聖水、クロス、懐中時計の5つを使用可能。
コウモリ
ヴァンパイアの眷属ともいえる存在。前方から上下にゆれ波型に飛んでくるタイプと、天井にぶら下がっていてシモンが接近すると飛び立つタイプがいる。シモンが触れると当然ダメージを受けてしまうが、コウモリ自身も消滅してしまう（一周目のみ二周目は消滅しない）。
ゾンビ
蘇った死体。直進してくるだけの単純な動きしかしないが、次々と群れをなして襲ってくる。
黒ヒョウ
肉食獣。普段は静止しているが、シモンが接近すると素早い動きで走り出し襲ってくる。
半魚人
水辺に生息しているフィッシュマン。水中から突然飛び上がってきて、火弾を吐いて攻撃してくる。
アーマー
動き出した鎧。悪魔城の番兵で普段は左右に歩いているだけだが、シモンが近付くと一直線に向かってくる。槍を持っているが使うモーションはない。
メデューサ（スモールメデューサ）
メデューサヘッドとも言う。首だけの小型のメデューサ。サインカーブを描いて飛んでくる。
骨柱
動物の頭の骨が組み合わさった柱。動かないが、口から不定期に連続で火弾を吐いてくる。上の火弾は皮の鞭では立ったままでは迎撃できない。耐久力がかなり高い。
ゴースト
幽霊。突然空中に現れ、ゆっくりとシモンに向かってきて、しつこく追ってくる。
ホワイトスケルトン
人の骸骨。シモンと一定の距離を保ちながら、骨を放り投げて攻撃してくる。
カラス
羽ばたきつつ、不規則な動きで飛行して襲ってくる。コウモリ同様、触れるとカラス自身も消滅する（一周目のみ二周目は消滅しない）。
せむし男
背中が極端に曲がっている小男。小刻みに震えながらじっとしているが、シモンが近づくとジャンプして跳ね回るトリッキーな動きで攻撃してくる。大ワシに運ばれてシモンの頭上からも襲ってくる。なお、FCカセット版『悪魔城ドラキュラ』以降は「のみ男」に名称変更されている。
ホワイトドラゴン
骨だけのドラゴン。頭と長い体だけで手足や羽はない。常に壁面にくっついていて、体をくねらせつつ火弾を吐いて攻撃してくる。頭以外を攻撃してもダメージにならない上、耐久力がかなり高い。
大ワシ
巨大な鷲。足でせむし男をつかんだ状態で上空に現れ、落として飛び去っていく。
レッドスケルトン
血の色をした人骨。見た目はホワイトスケルトンの色違いで、動きは鈍く跳んだり投擲攻撃等は一切してこないが、倒しても消滅せずバラバラに崩れ落ちるだけで一定時間経つとまた復活する。
アックスアーマー
斧と盾を持った鎧。シモンのクロスのように反転して戻ってくる斧を上下に投げ分け、盾で正面からの攻撃を弾くため耐久力も高い。盾と本体の耐久度は別であり、斧で本体のみを攻撃することも可能。
吸血コウモリ
ブロック1のボス。巨大なコウモリ。天井にぶら下がっており、シモンが近づくと頭上から襲い掛かり、空を飛び回りながら火弾を吐いて攻撃してくる。またブロック6ではザコ敵として登場する。
メデューサ
ブロック2のボス。巨大なメデューサの首。普段は石像に姿を変えているが、シモンが通り過ぎようとすると本性を現す。髪の毛になっている蛇を撒き散らして攻撃してくる。
ミイラ男
ブロック3のボス。双子のミイラ。必ず2体で登場し、挟み撃ちにして包帯を飛ばして攻撃してくる。ライフは一体ごと別で表示のライフは2体の合計値（そのため、一体のライフは半分となっている）。
フランケンシュタイン
ブロック4のボス。人造人間。せむし男とコンビを組んで出現するため、ボスとしては「フランケンシュタインとせむし男」となっている。このせむし男は、通常のせむし男と違って弾を投げてくるうえ攻撃しても動きが一瞬止まるだけで、フランケンシュタインはシモンの方に歩いて向かってくる。ライフは共通で、どちらかのみを攻撃しても両方倒せる。
死神
ブロック5のボス。悪魔城の副官のような存在。突如上方から降下して登場する。ゆったりと飛び回りつつ、空中に無数の鎌を発生させ攻撃してくる。大抵ボスを撃破するとそれまで出ているザコ敵や敵弾は消滅するが、ここのボスのみ例外で撃破しても鎌は消えずに襲い掛かってくる。そのため折角撃破に成功したのに「魔力の玉」を回収する前に鎌にやられてしまう事例が数多くある。
ドラキュラ
ブロック6の最終ボス。強大な魔力を持つ魔王である吸血鬼。伝説では百年に1度キリストの力が弱まる頃に復活するとされている。イースターの夜にトランシルヴァニアの片田舎の廃墟修道院でドラキュラ伯爵の亡骸に人の生き血を注ぐ黒ミサの儀式を邪教徒が行い、不死の命が復活した。
登場時は頭部だけが浮かび上がり体が現れる。暗闇に紛れて姿を消し、突然現れて襲いかかりながらマントを翻して3発の火弾を放って攻撃してくる。頭部にダメージを与えライフをゼロにすると首がはじけ飛んで変身し、悪魔となって正体を現す。こちらの形態では大ジャンプしてこちらへ間合いを詰めつつ時折前形態と同じく3発の火弾を放って攻撃をしてくる。そのため、ライフは他5体のボスの2倍となる。どちらの形態も弱点である頭部以外はダメージが一切通らない。倒して6つめの魔力の玉を取ればゲームクリア。

## 他機種移植版
海外パソコンのアレンジ移植版
それぞれのパソコン機種用にアレンジされて移植されており、とくにAmiga版は独自性が強め。BGMもアレンジされている。
| No. | タイトル    | 発売日 | 対応機種     | 開発元               | 発売元 | メディア                          | 型式 | 売上本数 | 備考 |
| --- | ----------- | ------ | ------------ | -------------------- | ------ | --------------------------------- | ---- | -------- | ---- |
| 1   | Castlevania | 1990年 | Amiga        | コナミ               | コナミ | カセットテープ フロッピーディスク | -    | -        |      |
| 2   | Castlevania | 1990年 | コモドール64 | コナミ               | コナミ | カセットテープ フロッピーディスク | -    | -        |      |
| 3   | Castlevania | 1990年 | PC/AT互換機  | Distinctive Software | コナミ | フロッピーディスク                | -    | -        |      |

移植・配信版
忠実にほぼそのまま移植。
VS.版は業務用という仕様上、制限時間などが難しめに調整されている。
1993年2月5日にファミコン本体用に発売されたカセット版は、ゲーム内容は全く同じな移植版であるが、音源の変更、イージーモードの追加、セーブが出来なくなった、というディスクカード版との違いもある。
2004年のゲームボーイアドバンスへの移植版は、任天堂のファミコンミニ・ディスクシステムセレクションシリーズの1つ（29番）で、ディスクシステム版が忠実に再現されており、セーブも可能。パッケージなどもディスクシステム時のパッケージデザインを模したデザインとなっている。
| No. | タイトル                                                       | 発売日                       | 対応機種                                          | 開発元 | 発売元     | メディア                                  | 型式           | 売上本数  | 備考                                                                           |
| --- | -------------------------------------------------------------- | ---------------------------- | ------------------------------------------------- | ------ | ---------- | ----------------------------------------- | -------------- | --------- | ------------------------------------------------------------------------------ |
| 1   | VS. キャッスルヴァニア                                         | 1987年                       | アーケード                                        | コナミ | コナミ     | 業務用基板 (任天堂VS.システム)            | -              | -         | 日本未発売                                                                     |
| 2   | 悪魔城ドラキュラ                                               | 1993年2月5日                 | ファミリーコンピュータ                            | コナミ | コナミ     | 1メガビットロムカセット                   | RV003          | -         |                                                                                |
| 3   | ファミコンミニ29 ディスクシステムセレクション 悪魔城ドラキュラ | 2004年8月10日 2004年10月25日 | ゲームボーイアドバンス                            | コナミ | 任天堂     | ROMカセット                               | AGB-P-FADJ-JPN | 6万4397本 |                                                                                |
| 4   | 悪魔城ドラキュラ                                               | 2006年                       | Windows                                           | コナミ | アイレボ   | ダウンロード配信 (i-revo)                 | -              | -         |                                                                                |
| 5   | 悪魔城ドラキュラ                                               | 2007年4月30日 2007年7月17日  | Wii                                               | KDE    | KDE        | ダウンロード配信 (バーチャルコンソール)   | -              | -         |                                                                                |
| 6   | 悪魔城ドラキュラ                                               | 2012年10月17日 2013年4月4日  | ニンテンドー3DS                                   | KDE    | KDE        | ダウンロード配信 (バーチャルコンソール)   | -              | -         |                                                                                |
| 7   | 悪魔城ドラキュラ                                               | 2013年12月4日 2013年12月19日 | Wii U                                             | KDE    | KDE        | ダウンロード配信 (バーチャルコンソール)   | -              | -         |                                                                                |
| 8   | 悪魔城ドラキュラ アニバーサリーコレクション                    | 2019年5月16日                | Nintendo Switch PlayStation 4 Xbox One >PC(Steam) | M2     | KDE        | ダウンロード配信                          | -              | -         | 収録ソフトの一つ、カセット版を収録 アップデートにより英語版(Castlevania)が追加 |
| 9   | VS. キャッスルヴァニア                                         | 2019年10月17日               | Nintendo Switch PlayStation 4                     | コナミ | ハムスター | ダウンロード配信 (アーケードアーカイブス) | -              | -         | 任天堂VS.システム版の移植                                                      |

携帯電話アプリ版
携帯電話用にアレンジされて移植されており、完全版はグラフィックやBGMが一から作り直されリメイクされている。詳細は後述。
| No. | タイトル               | 発売日        | 対応機種                                              | 開発元           | 発売元 | メディア         | 型式 | 売上本数 | 備考 |
| --- | ---------------------- | ------------- | ----------------------------------------------------- | ---------------- | ------ | ---------------- | ---- | -------- | ---- |
| 1   | 悪魔城ドラキュラ       | 2002年2月18日 | 携帯電話 (iアプリ) (EZアプリ) (S!アプリ)              | コナミ           | コナミ | ダウンロード配信 | -    | -        |      |
| 2   | 悪魔城ドラキュラ完全版 | 2004年2月18日 | 携帯電話 (iアプリ) (EZアプリ) (S!アプリ) (ウィルコム) | コナミオンライン | コナミ | ダウンロード配信 | -    | -        |      |

### 携帯電話アプリ「悪魔城ドラキュラ完全版」
コナミの運営する携帯電話向けコンテンツサイト「コナミネットDX」で2004年2月18日に配信された、ファミコンディスクシステム版のリメイク移植作品。グラフィックや楽曲が本作用に新規に作り直されている。
タイトルは、ゲーム画面ではファミコン版と同じタイトルデザインで『悪魔城ドラキュラ』となっているが、コナミサイトなどでは『悪魔城ドラキュラ完全版』である。これは以前の2002年2月18日に同サイトで配信された携帯電話アプリ版悪魔城ドラキュラも存在するため、区別するための名称と思われる。2002年版は、グラフィックなどはリメイクされておらず、ファミコン版の劣化アレンジ移植であった。完全版はそのリニューアルにあたる。ウリキリでない携帯電話アプリ版をプレイするための月額利用料は、他のコンテンツも含めたコナミネットDX自体の情報利用料。携帯電話の対応機種等はコナミネットDXに掲載されていた。
mova505iシリーズなど本作を容量に収めきれない携帯電話機種では、前編・後編の2つに分けて配信され、FOMA900iシリーズなどでは、1つのアプリで配信された。ゲームシステムやストーリー、キャラクターはファミコン版と同じ。グラフィックはドット絵を全て一から作り直して強化され、BGMも携帯電話音源用に新たに全曲アレンジされている。ステージはファミコン版と同じ全6ブロック・18ステージで構成も同じであるが、所々カットされ長さは多少短縮されている。2周目もある。チュートリアル（解説者はゾンビ）付きの無料の体験版も配信され、STAGE2の半魚人ゾーン後までプレイ可能。
STAGE SELECT
既に到達済みのステージから開始ステージを選択できる。
MODE
ゲームモード選択。鞭とサブウェポンを武器とする通常プレイの「ORIGNAL」に加え、本作オリジナルの鞭を使わずサブウェポンだけで進む「SUB WEAPON」が搭載されており、切り替え可能。ゲームクリア後の特典としてボスとだけ戦う「BOSS BATTLE」も追加される。
DIFFICULTY
ゲーム難易度を「EASY」か「NORMAL」か選択可能。

## 評価
本作は、ゲーム雑誌『ファミコン通信』のクロスレビューで、8・8・9・9の計34点（満40点）でゴールド殿堂入りを獲得（ただし当時は「〜殿堂」という呼称はまだなかった）、レビュアーの意見としては「点数を競うゲームじゃないのに、点数だけの意味がない隠れキャラが多すぎるのは、ちょっと疑問」、「アイテムを集めてまわるってパターンが『グーニーズ』に似てないこともない」、「画面もきれいだし、あきがこなくていい」、「グラフィックが綺麗。その分、動きがやや単調のような気がするが、ひさびさに大人も楽しめるソフトになっている」などと評されている。また同誌の86年ベストヒットゲーム大賞では、グラフィック部門賞を受賞した。
『ファミリーコンピュータMagazine』では、1986年のファミマガゲーム大賞において、この年に発売された全120タイトルの中で『ゼルダの伝説』『ドラゴンクエスト』に次いで第3位を受賞した。同誌の読者投稿による「ゲーム通信簿」（レビュー）での平均点は、下記の通り20.65点（満25点）であった。ゲーム通信簿のディスクシステム全作品の部門別ベストでは、音楽1位、操作性1位、熱中度4位、オリジナリティ2位、総合評価5位であった。また、同誌1991年5月24日号特別付録の「ファミコンディスクカード オールカタログ」では、「マップの広さや膨大な面数を売りものにするゲームの多い中、背景のち密さ、キャラクタのリアルさに重点を置いて作られたのがこの『悪魔城ドラキュラ』だ」「シモンの操作性も非常によく、ゲームの展開もスリル満点なのだが後半のステージの難易度が少々高すぎるかもしれない」と紹介されている。
| 項目 | キャラクタ | 音楽 | 操作性 | 熱中度 | お買得度 | オリジナリティ | 総合  |
| 得点 | 3.25       | 4.43 | 4.35   | 4.35   | -        | 4.27           | 20.65 |

## 関連商品
攻略本
- 悪魔城ドラキュラ 完ペキ攻略本（コスカ出版）1986年10月10日、ISBN 9784876510016

サウンドトラック
- 悪魔城ドラキュラ ファミコン・ベスト（1990年3月21日、KONAMI）
- 悪魔城ドラキュラ ベスト（1998年9月23日、KONAMI）
- ファミコン 20TH アニバーサリー オリジナル・サウンド・トラックス VOL.3（2004年4月21日、サイトロン・デジタルコンテンツ）